# Epicurisme
Het epicurisme is een stroming in de klassieke filosofie. Zij gaat terug op de lessen van de Griekse filosoof Epicurus (341-270 v.Chr.). Aanhangers van deze stroming noemt men epicuristen.

## Epicurisme
Bij geen enkele andere filosofische school uit de oudheid is de invloed van de stichter zo groot geweest als bij het epicurisme. De leer van Epicurus werd men geacht te kennen en te verspreiden, zoals de Romeinse dichter Lucretius gedaan heeft. Diens leerdicht De Rerum Natura, dat zo goed als volledig is overgeleverd, mogen we dan ook gebruiken als bron voor onze kennis van Epicurus' opvattingen. We zien in dit gedicht ook hoe Epicurus als verlosser, als God vereerd wordt. Het begin van het vijfde boek van De Rerum Natura omschrijft Epicurus als volgt: deus ille fuit, deus of vertaald door A. E. Stallings "he was a god, a god indeed".

## Epicuristen
Verdere Epicuristen die wij kennen zijn:  
- Metrodorus

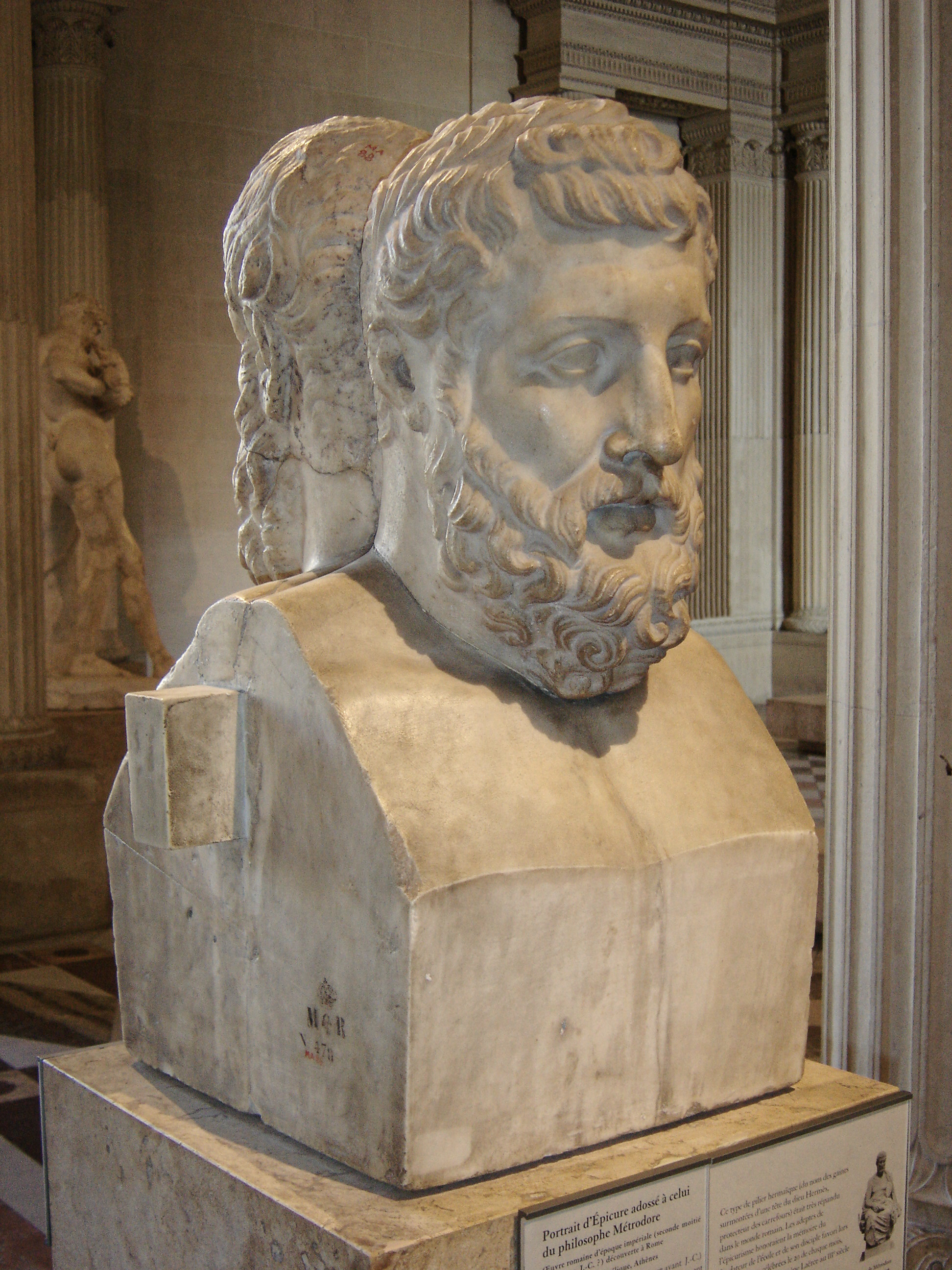
Metrodorus

Metrodorus van Lampsacus (331-277 v.Chr.) was een aanhanger van Epicurus van wie fragmenten zijn overgeleverd.
Hij kwam in contact met Epicurus in Lampsacus, en volgde hem naar Athene. Hij was zijn beoogd opvolger als schoolhoofd, maar hij stierf eerder dan Epicurus.
- Hermarchus

Hermarchus was de eerste opvolger van Epicurus als schoolhoofd.
- Colotes

Colotes van Lampsacus was een 3e-eeuwse leerling van Epicurus. Hij heeft een werk geschreven met als titel: Het is onmogelijk te leven op grond van de leer van de andere filosofen. We kennen dit geschrift alleen indirect doordat Plutarchus er een verweerschrift tegen heeft geschreven (Tegen Colotes).
- Apollodorus

Schreef een leven van Epicurus. Leefde in de 2e eeuw v.Chr.
- Philodemus van Gadara

Philodemus van Gadara (ca. 110-40 v.Chr.) was een andere aanhanger van Epicurus. Zijn naam wordt geassocieerd met een bibliotheek met papyrus-rollen met epicuristische teksten die in Herculanum is teruggevonden. De uitbraak van de Vesuvius in 79 na Chr. is er verantwoordelijk voor geweest dat deze teksten deels bewaard zijn gebleven. Ze zijn ontdekt in de jaren 1752-1754.
- Lucretius

Lucretius is de Romeinse dichter uit de 1e eeuw v.Chr. die met zijn De Rerum Natura niet alleen een loflied op Epicurus heeft gezongen, maar ook zijn hele leer in dichtvorm uiteen heeft gezet. Dit gedicht is bewaard en is daarmee een belangrijke bron voor onze kennis van Epicurus' opvattingen.
- Diogenes van Oinoanda

Diogenes van Oinoanda (Lycië, tegenwoordig Zuid-West Turkije) was een aanhanger van de leer van Epicurus uit de 2e eeuw na Chr. Op een enorme muur van zo'n 80 meter lang in Oinoanda heeft hij delen van Epicurus' leer laten inbeitelen.
Hiervan resten fragmenten. We weten verder niets van deze Diogenes, men mag slechts aannemen dat hij vermogend was. Tegen het einde van 19e eeuw hebben archeologen deze inscripties ontdekt. Sinds 2007 zijn Jürgen Hammerstädt en Martin Bachmann bezig alle inscripties te Oinoanda in kaart te brengen. Zij hebben daarbij nieuwe fragmenten ontdekt.
- Pierre Gassendi

Pierre Gassendi was een aanhanger van Epicurus' atomisme. Hij schreef onder andere De vita et moribus Epicuri libri octo. (Lyon, 1647.)

## Voetnoten
1. ↑  (en) Lucretius, Richard Jenkyns (intro.) & A. E. Stallings (vert.) (2015). The Nature of Things. Penguin, Great Britain, "Introduction", xii. ISBN 9780141396903 "Lucretius distributes three grand passages in praise of Epicurus symmetrically across his poem. After the hymn to Venus that opens the first book, he celebrates his master as a man; at the start of the third book he praises him as a father, and at the start of the fifth as a god."
2. ↑  (en) Lucretius, Richard Jenkyns (intro.) & A. E. Stallings (vert.) (2015). The Nature of Things. Penguin, Great Britain, "V. Cosmos and Civilization", p. 237. ISBN 9780141396903 "Who can build a fitting song, who has the strength of heart

To match the Majesty of Things and these truths in his art?

Or who has such a way with words his praise can match the worth

Of him [Epicurus] who sought these revelations and who brought to birth

Out of his own intellect such gifts of wondrous good

And then bequeathed them to us? None I think, of flesh and blood;

For Memmius, to speak in the exalted tones we need

For the Majesty of Things – he was a god, a god indeed […]"
3. ↑  Foto's van de inscriptie te Oenoanda. Gearchiveerd op 7 februari 2012.
4. ↑  NRC Handelsblad, 28 november 2009: Een verlaten dorp vol wijsheid, door Theo Toebosch.